# فيليس بارنهارت
فيليس بارنهارت (بالإنجليزية: Phyllis Barnhart)‏ هي رسامة رسوم متحركة أمريكية، ولدت في 16 ديسمبر 1922، وتوفيت في 6 فبراير 2008.

## وصلات خارجية
- فيليس بارنهارت على موقع IMDb (الإنجليزية)